# Jasmijn Duppen
Jasmijn Duppen (Hoorn, 26 augustus 1998) is een voormalig Nederlands voetbalspeelster. In 2015 kwam ze voor het eerst voor VV Alkmaar uit in de Nederlandse Vrouwen Eredivisie. In 2022 stopte ze door medische redenen met voetballen.

## Statistieken
| Seizoen | Club          | Land      | Competitie | Wedstrijden | Doelpunten |
| ------- | ------------- | --------- | ---------- | ----------- | ---------- |
| 2015/16 | vv Alkmaar    | Nederland | Eredivisie | 11          | 0          |
| 2016/17 | vv Alkmaar    | Nederland | Eredivisie | 26          | 1          |
| 2017/18 | vv Alkmaar    | Nederland | Eredivisie | 24          | 0          |
| 2018/19 | vv Alkmaar    | Nederland | Eredivisie | 24          | 0          |
| 2019/20 | vv Alkmaar    | Nederland | Eredivisie | 8           | 0          |
| 2020/21 | sc Heerenveen | Nederland | Eredivisie | 7           | 0          |
| 2021/22 | sc Heerenveen | Nederland | Eredivisie | 9           | 0          |
| Totaal  | Totaal        | Totaal    | Totaal     | 109         | 1          |

Laatste update: 30 november 2024

## Interlandcarrière
Op 24 juli 2018 speelde Jasmijn Duppen haar eerste wedstrijd voor Oranje O20, op het WK junioren in 2018.

## Privé
Jasmijn Duppen is de tweelingzus van Anne-Fleur Duppen, waarmee ze vijf seizoenen samen bij vv Alkmaar speelde. Eind december 2023 begonnen de zussen een doneeractie voor hun zieke moeder.